# Leopold von Caprivi
Julius Leopold Eduard von Caprivi (* 10. September 1797 in Berlin; † 25. Dezember 1865 ebenda) war Jurist, preußischer Obertribunalrat und Kronsyndikus.

## Familie
Er entstammte einer vermutlich aus der österreichischen Grafschaft Görz stammenden Familie mit erster urkundlicher Erwähnung im 16. Jahrhundert im Gottscheer Dorf Nesseltal (Koprivnik) am Hornwald (Unterkrain), die sich noch bis Anfang des 18. Jahrhunderts „Copriva von Reichsperg und Nesselthal“ nannte (slowenisch kopriva, „Nessel“). Sein Großvater war der Historiker und Dichter Julius Leopold von Caprivi (1695–1768).
Caprivi heiratete am 19. Mai 1830 in Berlin Emilie Köpke (1803–1871). Aus der Ehe gingen der preußische General der Infanterie und als Nachfolger Bismarcks in den preußischen Grafenstand erhobene Reichskanzler Leo von Caprivi (1831–1899) sowie der preußische Generalleutnant Raimund von Caprivi (1840–1913) hervor. Dessen ältester Sohn Leopold wiederum war Oberst und wissenschaftlicher Mitarbeiter an der Kriegsgeschichtlichen Forschungsanstalt des Heeres, der jüngere Sohn Friedrich, Jurist, Mitarbeiter im Ministerium für Landwirtschaft, Domänen und Forsten, fiel 1915 als Oberleutnant.

## Leben
Caprivi war preußischer Obertribunalrat, Mitglied des Disziplinarhofs für nicht-richterliche Beamte, Kronsyndikus und von 1863 bis zu seinem Tod (1865) Mitglied des Preußischen Herrenhauses.
Er studierte in Berlin Rechtswissenschaften und war aktiver Burschenschafter als Mitglied der Alten Berliner Burschenschaft, der Burschenschaft Arminia und 1818 der Burschenschaft Herminen.